# Misty Icefield
Misty Icefield är en glaciär i Kanada.   Den ligger i provinsen British Columbia, i den sydvästra delen av landet, 3 500 km väster om huvudstaden Ottawa. Misty Icefield ligger 1 784 meter över havet.
Terrängen runt Misty Icefield är huvudsakligen bergig, men den allra närmaste omgivningen är kuperad. Runt Misty Icefield är det mycket glesbefolkat, med 2 invånare per kvadratkilometer.. Det finns inga samhällen i närheten. 
Trakten runt Misty Icefield är permanent täckt av is och snö.